# Manuel García-Viñó
Manuel García-Viñó (Sevilla, 27 de octubre de 1928-Madrid, 25 de noviembre de 2013) fue un escritor, poeta, ensayista y crítico de arte español.

## Biografía
Se licenció en Derecho por la Universidad de Sevilla. En 1951 fundó la revista de poesía Guadalquivir junto con Amalio García Arias, Fausto Botello y José María Requena. De 1960 a 1963 fue redactor jefe de La Estafeta Literaria (1960-1963), revista en la que comenzó su andadura profesional como crítico de arte. También colaboró en El Alcázar. En 1962 fue designado secretario adjunto del Ateneo de Madrid. Estuvo entre los fundadores de la Asociación Española de Críticos de Arte, de la Asociation Internationale des Critiques Littéraires y de la Asociación Española de Críticos Literarios. En 1965 recibió una beca de Literatura de la fundación Juan March. En su última época escribía en La Razón. Escribió más de cincuenta libros de narrativa, ensayo y poesía. Sus novelas se inscriben dentro de la denominada Escuela metafísica y son de carácter existencialista y entre ellas destacan La pérdida del centro o El puente de los siglos Como crítico se recuerdan especialmente sus estudios sobre Gustavo Adolfo Bécquer y los ensayos El soborno de Caronte y el premiado El mito de Fedra en la literatura, entre otros títulos.

### Actividad crítica
Experto en novela española, García-Viñó fue objeto de incontables polémicas por sus lecturas críticas de autores como Javier Marías, Arturo Pérez-Reverte o Almudena Grandes, que hizo saber a través de sus colaboraciones en la revista La Fiera Literaria (1995-2010). Con el nombre de "Crítica acompasada", estas lecturas de García-Viñó consistían en poner de manifiesto los errores de expresión, las torpezas de estilo y la vacuidad conceptual de obras y autores, por lo general, muy alabados por la crítica, todo ello aderezado con grandes dosis de humor.   
Fruto de estas polémicas fue un conflicto con el escritor Vicente Molina Foix en 2002, al grabarse un capítulo del programa literario Negro sobre blanco, presentado por Fernando Sánchez Dragó.
Sus dos obras clave al respecto son La gran estafa. Alfaguara, Planeta y la novela basura, y El País. La cultura como negocio. Desde una perspectiva ensayística, se ha caracterizado por poner en evidencia los propósitos ocultos y trapacerías de la industria cultural.

## Obras

### Ensayos
- Novela española actual (1967)
- Mundo y trasmundo de las leyendas de Bécquer (1970)
- El realismo y la novela actual (1973)
- Papeles sobre la "nueva novela" española (1975)
- Arte de hoy. Arte de futuro (1976)
- El mito de Fedra en la literatura (1980)
- Pintura española neofigurativa
- El profeta de la Era Acuario (1987)
- Andalucía en verso (1987)
- La novela española desde 1939: historia de una impostura (1994)
- La novela española del siglo XX
- Teoría de la novela
- La gran estafa. Alfaguara, Planeta y la novela basura
- El País. La cultura como negocio (2006), con prólogo de Antonio García-Trevijano

### Novelas
- La guerra de los soldaditos,
- La caída de Hipólito,
- Nos matarán jugando (1962)
- El infierno de los aburridos (1963)
- La pérdida del centro (1964)
- El pacto del Sinaí (1968)
- La granja del solitario (1969)
- El escorpión (1969)
- Fedra (1975)
- Sombras de burocracia (1981)
- Polución (1982)
- El puente de los siglos (1986)
- Congreso de burladas (1986)

### Poesía
- Jardín de estrellas
- Sonetos a una muchacha
- El naufragio del beso
- Antología Breve
- Encontrando un paraíso
- Ruiseñores de fondo (1958)
- Un mundo sumergido (1967)
- Paisajes de dentro y fuera (1975)
- Los signos del zodíaco (1983)

## Premios
- Premio de investigación de la Fundación Universitaria Española (1980), por El mito de Fedra en la literatura
- Premio Doncel, por La guerra de los soldaditos
- Finalista del Premio Ciudad de Barcelona